# 范寧號驅逐艦 (DD-385)
范寧號驅逐艦（DD-385）是一艘美国海军马汉级驱逐舰，以纳芬尼尔·范宁命名。1941年12月7日珍珠港事件过程中它首次参战，此后在太平洋战场上参战，1945年12月14日退役，它是最后一艘马汉级驱逐舰之一。它和邓拉普号驱逐舰都是按照马汉级驱逐舰的设计建造的，但是在原设计上稍微有一些小改动，因此一些文献也把它们称为邓拉普级驱逐舰。

## 历史
范寧號1936年9月18日在纽约下水，1937年10月8日服役。
测试、装备和小修改使得它一直到1938年4月22日才到达安那波利斯和费城号轻巡洋舰回合。它保护卸载美国总统富兰克林·德拉诺·罗斯福的巡洋舰去加勒比地区游弋。5月11日它回到纽约后被整修，然后为卸载瑞典王储古斯塔夫六世·阿道夫的战舰护航。9月它加入舰队。它被驻扎在加州聖地牙哥，参加反空、反潜和战术演习。在此后三年里它回到大西洋一次，数次赴夏威夷，并不断提高其备战状态。

### 1941年
1941年12月8日時珍珠港事件发生时范寧號正保护企業號航空母艦 (CV-6)从威克島返回珍珠港，它们刚刚向威克島运送了美国海军陆战队的战斗机。12月8日它们在珍珠港加油，次日出港搜索潜艇。它们多次发现日方潜艇，12月10日企业号的飞机在23°45′N 155°35′W / 23.750°N 155.583°W击沉了日本潜艇I-170。12月19日范寧號与第八舰队赴威克岛增援，但是在他们到达前该岛就已失守，因此增援部队被送到中途島。

### 1942年
1942年1月中在去图图伊拉岛路上在一场狂风暴雨中它和格瑞德利号驱逐舰向撞，两船均受巨大损害。在帕果帕果紧急修补后它回到镇珠港，船首被修好。

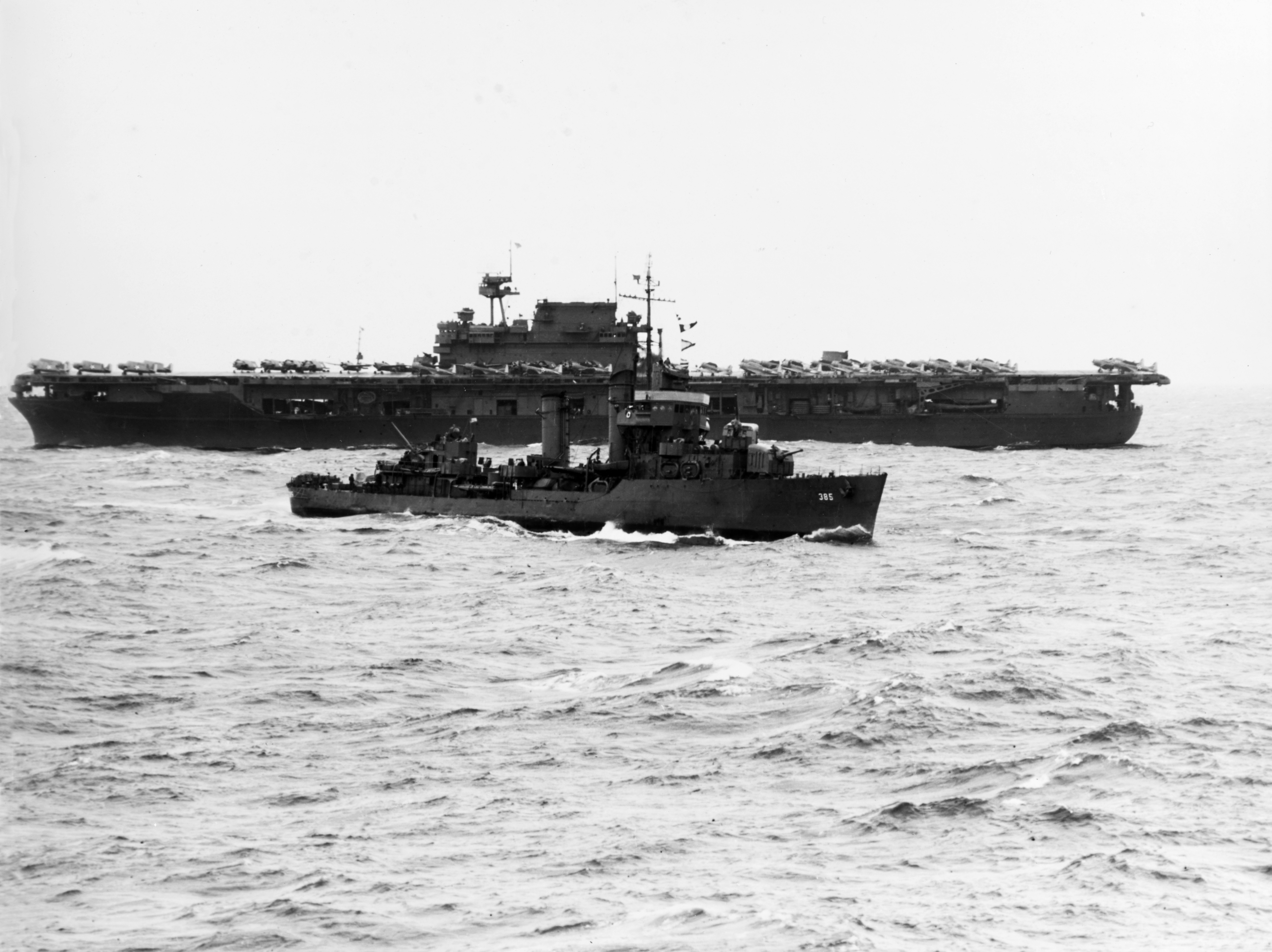
范宁号和企业号航空母舰，1942年5月

1942年4月8日它作为第16行动舰队的一员与第18行动舰队会合，参加海军中将小威廉·海爾賽指挥的空袭东京行动。这是美国首次主动对日本本土攻击。4月25日任务顺利完成后它回到镇珠港。此后它保护一条美国陆军运兵船去阿巴里靈阿環礁，随后回到旧金山进行必要的修补。
范寧號沿美国西海岸巡航两次，随后保护三个船队去珍珠港。11月12日它加入第11行动舰队去所罗门群岛，当年的最后两月里它在群岛巡逻和保护船队。

### 1943年
1943年1月它参加第11行动舰队对付在瓜达尔卡纳尔岛的日本人。从2月20日到25日它参加第64行动舰队支援攻占拉塞爾群島，尤其参加演习和巡逻。
9月它保护一支运输舰队从努美阿去瓜达尔卡纳尔岛。当月它与其它三条驱逐舰去旧金山修复。年底它在阿留申群島训练和巡逻。

### 1944年
1944年1月19日范宁号随同58.4行动舰队去往马歇尔群岛。薩拉托加號航空母艦 (CV-3)的飞机袭击沃特傑環礁、烏蒂里克環礁、朗格拉普環礁等，以及在攻占埃內韋塔克環礁前对它进行连续四天不停地轰炸。1月的剩余日子里范宁号在瓜加林環礁和埃内韦塔克环礁之间巡逻，在19天内出击25次，向攻占埃内韦塔克环礁的两栖部队提供支援。
1944年3月范宁号、萨拉托加号、邓拉普号驱逐舰和甘明斯号驱逐舰被调给英国东方舰队，这是一支由澳大利亚、荷兰和法国以及主要由英国战舰组成的舰队。这个联合行动的主要目的在于向盟军飞行员转授行动经验，分散日本对美国其它地区活动的注意力以及打击日本在东南亚地区的动力。光辉号航空母舰 (87)和萨拉托加号的飞机于4月19日对蘇門答臘沙璜发动空袭，摧毁当地的炼油厂、仓库和运输设施。5月17日他们有袭击爪哇岛泗水，当地的港口设施和炼油厂是主要目标。
5月末范寧號离开东方舰队，途经弗里曼特爾、悉尼和努美阿返回旧金山。7月17日它与巴尔的摩号重巡洋舰去圣地耶哥，21日它护卫承载罗斯福总统的巡洋舰去埃達克島和科迪亚克。8月7日总统转乘甘明斯号在范宁号和邓拉普号保护下去布雷默顿。
到9月17日为止范宁号参加炮击海岸等演习。随后它保护安蒂瓜号运兵船去埃內韋塔克環礁。它加入第57.7行动舰队巡逻。10月9日它保护第30.2行动舰队袭击南鸟岛。

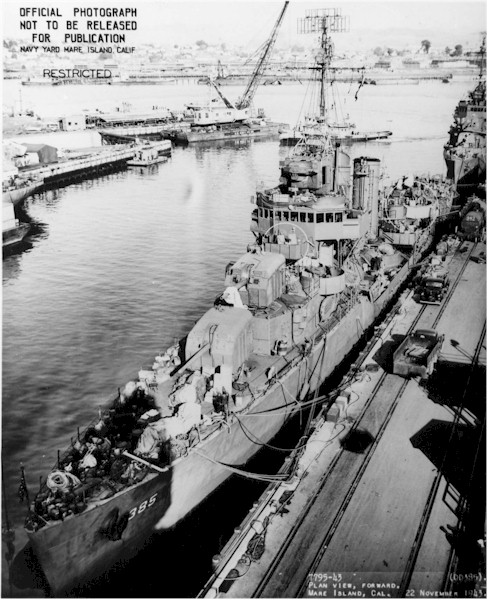
范寧號驅逐艦

10月16日范宁号参加一个航母舰队对吕宋岛进行两次袭击，然后支援在莱特岛的登陆。10月22日它们返回烏利西環礁补给，但是由于有信息说一支日本舰队在逼近它们返航。范宁号加速去参加在聖貝納迪諾海峽的行动。
在烏利西環礁补给后范宁号转移到塞班岛再次参加第30.2行动舰队，参加对硫磺岛的一系列袭击。到12月4日为止它警哨。8日它回到硫磺岛，在12月24日至27日的袭击中它击中一条巡逻舰。

### 1945年
在1月5日的袭击里一条小货轮试图撞范寧號，并破坏了它的甲板，此后那条货轮被鱼雷击中沉没。
范寧號又加入行动舰队炮击父岛，但是不久又离开护送中水雷的泰勒号驱逐舰去乌利西环礁。1月24日它返回舰队和邓拉普号一起击沉三艘小货船。此后它恢复雷达监控和拯救落水飞行员的任务。3月22日也参加护航以及和潜艇舰队一起演习。
到战争结束为止范寧號从事巡逻和护航。1945年9月19日它返航美国，10月23日到达加爾維斯敦。
1945年12月14日范宁号在諾福克退役，此后被出售。
范寧號在第二次世界大战里获得了四枚勋章。